# Argetoaia
Argetoaia é uma comuna romena localizada no distrito de Dolj, na região de Oltênia. A comuna possui uma área de 54.88 km² e sua população era de 4711 habitantes segundo o censo de 2007.